# زیارتگاه خواجه خضر
 زیارتگاه خواجه خضر واقع در بخش مرکزی از توابع شهرستان بندرعباس در استان هرمزگان و یکی از نقاط دیدنی استان هرمزگان در جنوب ایران است.
«خواجه خضر» در کنار جاده بندرعباس به سورو
به سمت اسکلهٔ بندرعباس، در سمت راست جاده و به فاصله دویست و پنجاه متری، گنبد مخروبه‌ای بر جای مانده‌است که به «زیارتگاه خضر» یا «خواجه خضر»معروف است و محل ادای نذورات مردم می‌باشد. از باقی مانده بنا و ترکیب ابتدایی آن، تقلید زیگورات ایلامی‌ها و بابلی‌ها و سبک گنبدسازی مضرس جنوب ایران به خوبی آشکار است. گنبد بر مکعبی که اضلاع جانبی مستطیل شکل دارد، بر روی چند ردیف پلکان مانند استوار شده بود که به منزله سکوی عمارتی بوده که اکنون از بین رفته‌است. سبک ساختمان این بقعه، به «بقعه خضر» در بندر کنگ و «بقعه خضر» جزیره هرمز بسیار شباهت دارد. به نظر می‌رسد که در اطراف این زیارتگاه، قبرستان قدیمی متروکه‌ای وجود دارد که هم‌اکنون در اعماق ماسه‌های دریایی مدفون گشته‌است. خضر و الیاس که زیارتگاه‌های بسیاری در جنوب ایران دارند، هر دو در افسانه‌های ایران مشهورند. خضر زنده جاوید و موکل دریاهاست. از این رو، هرگاه صید کم شود یا خطری در دریا پیش‌بینی شود، ماهیگیران در بقاع «خضر» و «الیاس» نذر و قربانی می‌کنند.